# قوسی‌شاخ
قوسی‌شاخ (نام علمی: Grypoceras) نام یک سرده از خانواده قوسی‌شاخان است.